# اسکات سینکلر
اسکات اندرو سینکلر (انگلیسی: Scott Andrew Sinclair؛ زادهٔ ۲۵ مارس ۱۹۸۹) بازیکن فوتبال اهل انگلستان است.
او تاکنون در تیم‌های و بریستول راورز، چلسی، پلیموث آرگیل، کویینز پارک رنجرز، چارلتون اتلتیک، سوانزی سیتی، منچستر سیتی، استون ویلا و منچستر سیتی، سلتیک و پرستون نورث اند بازی کرده‌است.